# 布鲁诺·法兰克
布鲁诺·法兰克（德語：Bruno Frank，1887年6月13日—1945年6月20日）是德国剧作家、小说家，后流亡美国。

## 外部連結
- 布鲁诺·法兰克在互联网电影资料库（IMDb）上的資料（英文）
- 布鲁诺·法兰克（德国国家图书馆目录相关文献）